# 4568 Menkaure
4568 Menkaure este un asteroid din centura principală, descoperit pe 2 septembrie 1983 de Norman Thomas.